# André Nocquet
André Nocquet (1914 – 1999) était enseignant d'aïkido, de judo et de culture physique.

## Biographie
André Nocquet est né le 30 juillet 1914 à Prahecq. Il découvre les arts martiaux dès l’âge de seize ans, avec le ju-jitsu au collège de Saint-Maixent-l'École vers 1929.
En 1937, il rencontre Mikinosuke Kawaishi, fondateur du judo français, et obtient sa ceinture noire de judo et de self-défense.
Prisonnier de guerre, évadé à deux reprises, André Nocquet s'engage dans la Résistance armée et sera décoré de la Croix de guerre pour ses faits d'armes.
De 1947 à 1955, il développe le judo dans le Sud-Ouest et forme la plupart des maîtres de cette région.
En 1949, il découvre l’aïkido, sous la direction de Minoru Mochizuki, puis de Tadashi Abe.
En 1955, il est invité au Japon en tant qu’élève à domicile (uchi-deshi) de Morihei Ueshiba, le maître fondateur de l'aïkido. Parallèlement à son étude de l’aïkido, il est chargé d’une mission culturelle pour mieux faire connaître les traditions japonaises en France. Avant son retour dans son pays, il fait un détour aux États-Unis, à Los Angeles où il est chargé d'enseigner l'aïkido et le self-défense à la police californienne.
Il revient en France à l'été 1958, avec le titre de maître d'aïkido, diplôme du centre mondial d'aïkido de Tokyo (l’Aïkido Hombu Dojo). Il crée l'Union européenne d'aïkido. Le ministère de la Jeunesse et des Sports lui demande de participer aux travaux de la commission consultative pour la création du diplôme d'État de professeur d'aïkido.
En 1962, maître Ueshiba lui confère le titre de représentant général de l’Aïkikai en France. Avec la coopération de Nobuyoshi Tamura, il œuvre pour une unification des pratiquants français, jusqu’à sa mort en mars 1999.
En 1988 il crée avec ses élèves le groupe historique d'aïkido André-Nocquet (GHAAN) au sein la FFAB, ce qui lui permet de transmettre son enseignement de manière indépendante tout en gardant un rôle de conseiller technique pour la FFAB. À sa mort, la GHAAN est placé sous la direction de quatre de ses plus proches élèves : Claude Cébille, Claude Gentil, Jo Cardot et Hervé Dizien.

## Livres
- Maître Morihei Ueshiba - Présence et Message Éditions Trédaniel, 2007
- Zen et Aïki ne font qu'un
- Le Cœur épée, 1991